# Pueblo tongano
El pueblo tongano constituye un grupo étnico polinésico y una nación originaria de las islas de Tonga. Los tonganos representan más del 98% de los habitantes del Reino de Tonga, y son hablantes del idioma tongano. Asimismo, la diáspora tongana tiene una fuerte presencia en países como Nueva Zelanda, Estados Unidos y Australia, donde las comunidades mantienen vivas sus tradiciones, lengua y cultura.
Los tonganos son en su mayoría de tradición cristiana, con el metodismo la denominación más prominente. La Iglesia Wesleyana Libre, una confesión metodista, tiene una gran influencia en la vida social y cultural del país. Además, existen comunidades católicas, mormonas y anglicanas y de otras denominaciones pequeñas. La fe desempeña un papel central en la sociedad tongana, influyendo en la educación, la política y las costumbres diarias.

## Idioma
El tongano es la lengua vernácula de los tonganos, y el idioma oficial del Reino de Tonga, junto al inglés. Se trata de una lengua polinesia de la rama malayo-polinesia de las lenguas austronesias. Está relacionado distantemente con otras lenguas polinesias como el hawaiano, el samoano, elmaorí y el tahitiano.